# Brommella hellenensis
Brommella hellenensis là một loài nhện thuộc chi Brommella trong họ Dictynidae.
B. hellenensis được Jörg Wunderlich miêu tả năm 1995.

## Phân bố
Loài này được tìm thấy ở Hy Lạp.

## Mô tả
Màu vàng nhạt. Hàng mắt phía sau uốn ngược lại, các mắt giữa nhỏ hơn các mắt bên. Chân ngắn và mập. Phần bụng hình bầu dục thuôn dài, được một lớp lông thưa và dài vừa phải che phủ. Không có cơ quan phát tiếng kêu nằm giữa phần đầu ngực và phần bụng ở cả hai giới. Chiều dài cơ thể con đực: 1,1-1,7 mm. Chiều dài cơ thể con cái: 1,1-1,7 mm.